# Adolf Richter
Pour les articles homonymes, voir Richter.
Adolf Richter (né le 1er février 1839 à Wiesbaden - mort le 13 août 1914 à Pforzheim) est un chimiste, industriel, homme politique libéral et militant pacifiste allemand.
Adolf Richter reprend la présidence de la Deutsche Friedensgesellschaft en 1900.